# Just Like Us!
Just Like Us! – czwarty album studyjny amerykańskiego zespołu pop-rockowego Paul Revere & the Raiders, który wydano w 1966 roku. Był to ich pierwszy album, który znalazł się w czołowej dziesiątce zestawienia Billboard 200, a także pierwszy, który uzyskał certyfikat złotej płyty. Na płycie znalazł się przebój „Just Like Me”.

## Charakterystyka
Just Like Us! był pierwszym longplayem w dyskografii grupy, który wydano po ich regularnych występach w amerykańskim programie telewizyjnym typu variétés Where the Action Is (l. 1960.). W styczniu 1967 roku organizacja Recording Industry Association of America (RIAA) przyznała albumowi certyfikat złotej płyty.
Fotografia z okładki longplaya została wykonana przez Guya Webstera podczas sesji na terenie byłego rancza aktora Clarka Gable’a w Encino, dzielnicy Los Angeles (Kalifornia).
W 1998 roku album został zremasterowany i wydany przez Sundazed Records na płycie CD, na której umieszczono trzy ścieżki bonusowe.

## Lista utworów
Źródło: 
Strona A
| 1. | „Steppin' Out" (Mark Lindsay, Paul Revere)                         | 2:13  |
|    |                                                                    |       |
| 2. | „Doggone” (Marvin Tarplin, Smokey Robinson, Warren Moore)          | 2:50  |
|    |                                                                    |       |
| 3. | „Out of Sight” (Ted Wright)                                        | 2:35  |
|    |                                                                    |       |
| 4. | „Baby, Please Don’t Go” (Big Joe Williams)                         | 2:30  |
|    |                                                                    |       |
| 5. | „I Know” (Barbara George)                                          | 2:30  |
|    |                                                                    |       |
| 6. | „Night Train” (Jimmy Forrest, Lewis C. Simpkins, Oscar Washington) | 2:30  |
|    |                                                                    |       |
|    |                                                                    | 15:08 |
|    |                                                                    |       |
Strona B
| 1. | „Just Like Me” (Richard Dey, Roger Hart)                      | 2:23  |
|    |                                                               |       |
| 2. | „Catch the Wind” (Donovan Leitch)                             | 2:00  |
|    |                                                               |       |
| 3. | „(I Can’t Get No) Satisfaction” (Mick Jagger, Keith Richards) | 3:18  |
|    |                                                               |       |
| 4. | „I’m Crying” (Alan Price, Eric Burdon)                        | 3:05  |
|    |                                                               |       |
| 5. | „New Orleans” (Frank Guida, Joseph Royster)                   | 2:57  |
|    |                                                               |       |
| 6. | „Action” (Steve Venet, Tommy Boyce)                           | 1:28  |
|    |                                                               |       |
|    |                                                               | 15:11 |
|    |                                                               |       |
Ścieżki bonusowe – wersja Sundazed Records (1998)
| 1. | „Ride Your Pony" (Naomi Neville) | 2:44  |
|    |                                  |       |
| 2. | „Just Like Me” (R. Dey, R. Hart) | 2:34  |
|    |                                  |       |
| 3. | „B.F.D.R.F. Blues” (R. Hart)     | 5:07  |
|    |                                  |       |
|    |                                  | 10:25 |
|    |                                  |       |

## Personel
Źródło: 
- Mark Lindsay – śpiew, saksofon
- Drake Levin – gitara prowadząca
- Paul Revere – organy
- Phil Volk – gitara basowa
- Mike Smith – perkusja

## Listy przebojów
| Kraj | Lista         | Pozycja | Źr.   |
| ---- | ------------- | ------- | ----- |
| US   | Billboard 200 | 5       | [ 7 ] |